# Nord (Haiti)
 For alternative betydninger, se Nord (flertydig). (Se også artikler, som begynder med Nord)
Nord (haitisk kreol: Nò) er en af de 10 provinser (département) i Haiti. Hovedbyen er Cap-Haïtien. Provinsen har 872 200 indbyggere (2002) og et areal på 2 106 km². Den grænser op til provinserne Nord-Ouest, Artibonite, Centre og Nord-Est

## Administrativ inddeling
Provinsen er inddelt i syv arrondissementer (arrondissements) som hver er inddelt i 19
kommuner (communes).
- Ad'Acul-du-Nord
  1. Acul-du-Nord
  2. Plaine-du-Nord
  3. Milot
- Borgne
  1. Borgne
  2. Port-Margot
- Cap-Haïtien
  1. Cap-Haïtien
  2. Limonade
  3. Quartier-Morin
- Grande-Rivière-du-Nord
  1. Grande-Rivière-du-Nord
  2. Bahon
- Limbé
  1. Limbé
  2. Bas-Limbé
- Plaisance
  1. Plaisance
  2. Pilate
- Saint-Raphaël
  1. Saint-Raphaël
  2. Dondon
  3. Ranquitte
  4. Pignon
  5. La Victoire

20°N 72°V / 20°N 72°V
|  | Infoboks uden skabelon Denne artikel har en infoboks dannet af en tabel eller tilsvarende. |